# Зимлер, Иосия
Иоси́я Зимлер (нем. Josias Simmler; 6 ноября 1530 — 2 июля 1576, Цюрих) — швейцарский богослов, сын пастора. Предок Иоанна Зимлера.

## Биография
Учился в доме Буллингера, слушал лекции в Базельском и Страсбургском университетах, был профессором богословских наук в Цюрихе. Оставил массу трудов по астрономии, географии, истории, богословию, а также биографии Буллингера и др. В 1576 году вышло его сочинение «О республике гельветов» (лат. De republica Helvetiorum), переведённое на несколько языков. Ему не раз приходилось выступать против различных сект, возникавших в протестантской церкви, главным образом против антитринитариев. Особенно часто обращались к нему поляки, с просьбами высказаться относительно разных богословских вопросов.